# نهر اسكندر
يقع نهر اسكندر أو نهر الحواطات في فلسطين التاريخية حيث يتدفق من جبال قرى شمال الضفة الغربية ثم تمر روافده في مدينة طولكرم ليصب في البحر الأبيض المتوسط، حيث يصب تحديدًا شمال مدينة نتانيا التي أقيمت على أراضي بلدة «أم خالد» الفلسطينية. يبلغ طول النهر حوالي 45 كم، وفي طريقه نحو البحر ينضم إليه عدة روافد أشهرها وادي الزومر ووادي التين. في سنة 1994 تأسّست إدارة إصلاح نهر اسكندر والتي تضم 17 جهة عامة وحكومية.

## حيوانات ونباتات
يعتبر نهر إسكندر موطن لسلاحف من نوع سلاحف ذات غطاء أملس والتي يمكن أن يصل حجمها لطول يبلغ 1.20 متر ويمكن أن يصل وزنها إلى 50 كيلوجرامًا. بالإضافة إلى السلاحف العملاقة هذه، يتواجد طيور الغرة وغيرها من الإوزيات وحيوان الكيب وسنور الأدغال (يدعى أيضا وشق المستنقعات). تشمل الأسماك المتواجدة في النهر سلوريات الشكل وسمك المشط وإنقليس الأنهار و البوري. يتواجد على الضفة الجنوبية للنهر كثبان رملية متحركة وعلى الضفة الشمالية يتواجد بستان من أشجار الكينا.

## معرض صور

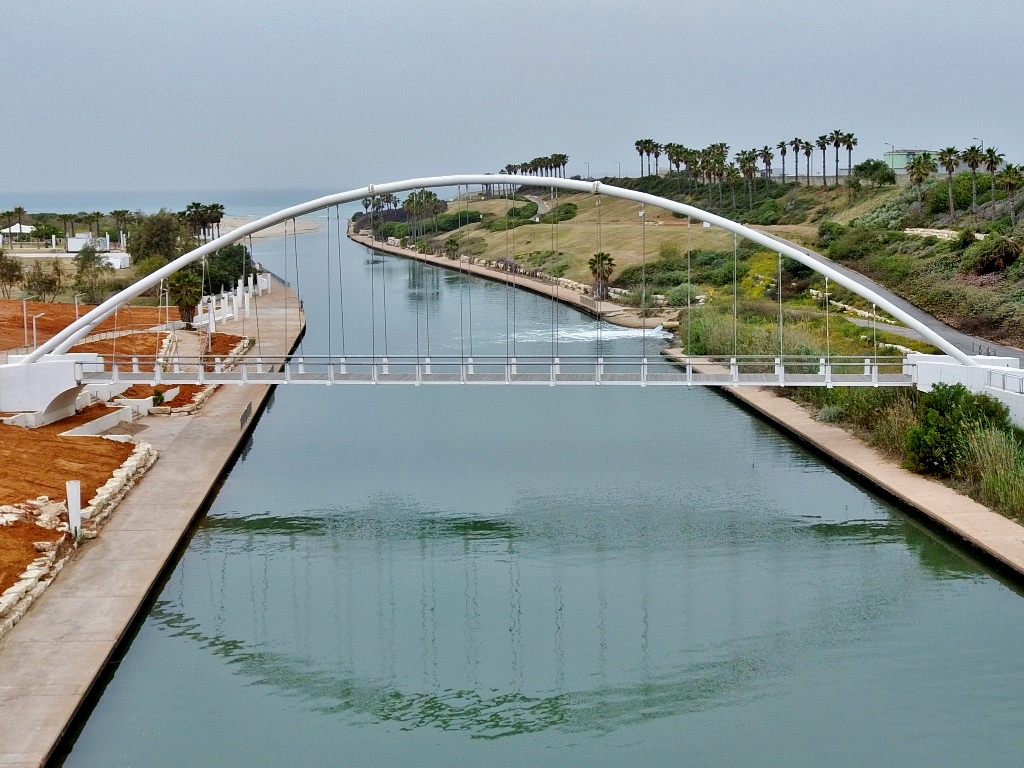
النهر وهو يصب في البحر المتوسط
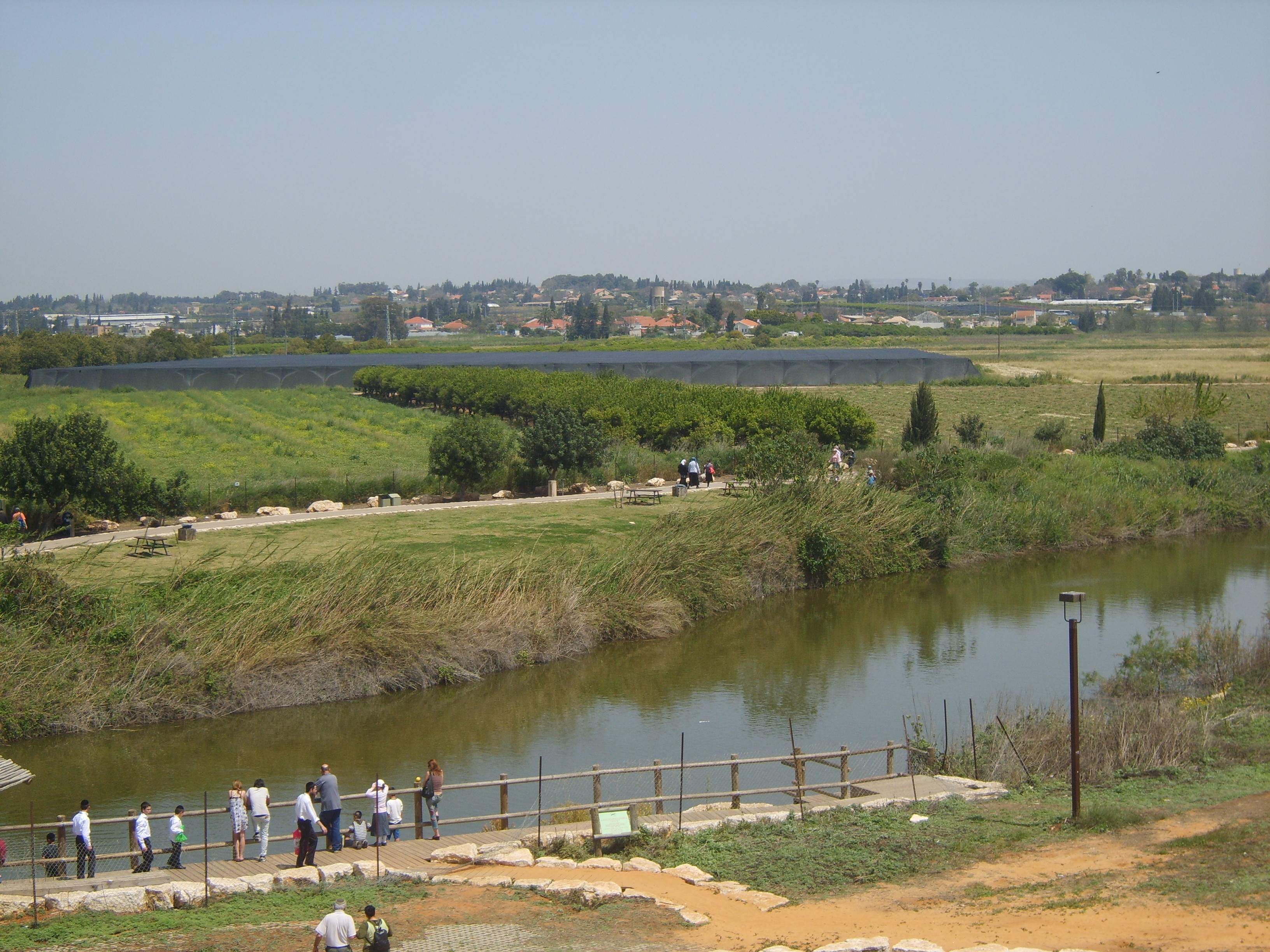
جانب من النهر سنة 2009